# Mali Pržnjak
Mali Pržnjak je nenaseljeni otočić u hrvatskom dijelu Jadranskog mora. Nalazi se u Lastovskom kanalu, uz zapadni dio južne obale otoka Korčule, oko 1650 m od njene obale. Najbliži susjedni otok je Veli Pržnjak, udaljen 140 m u smjeru jugoistoka. Katastarski je dio općine Vela Luka.
Njegova površina iznosi 0,096610 km². Dužina obalne crte iznosi 1120 m, a iz mora se uzdiže 21 m.